# Hydrodictyon
Hydrodictyon je rod zelenih algi iz porodice Hydrodictyaceae. 

## Izgled
Hydrodictyon je nepokretna, kolonijalna alga, koja je sastavljena od izduženih stanica, povezanih u isprepletenu mrežoliku strukturu. Svaka stanica je povezana s drugih 5-6 stanica staničnom stijenkom, te ima više jezgri. Kolonija može biti široka 4-6 centimetara, a duga oko 1 metar. 
Mlade stanice imaju kloroplast s jednim pirenoidom, koji služi za stvaranje škroba fotosintezom. Kod starijih stanica kloroplasti postaju mrežoliki i imaju više pirenoida. Velike vakuole zauzimaju najveći dio stanice i citoplazmu potiskuju prema rubovima.

## Vrste
1. Hydrodictyon africanum S.Yamanouchi
2. Hydrodictyon indicum M.O.P.Iyengar
3. Hydrodictyon majus Kühnemann
4. Hydrodictyon major Roth
5. Hydrodictyon pateniforme Pocock
6. Hydrodictyon reticulatum (Linnaeus) Bory

## Vanjske poveznice
|  | Zajednički poslužitelj ima još gradiva o temi Hydrodictyon |
|  | Wikivrste imaju podatke o taksonu Hydrodictyon             |

- Youtube - Hydrodictyon reticularum